# Gerlanno
Gerlanno (... – Bobbio, 936) è stato un abate francese.

## Biografia

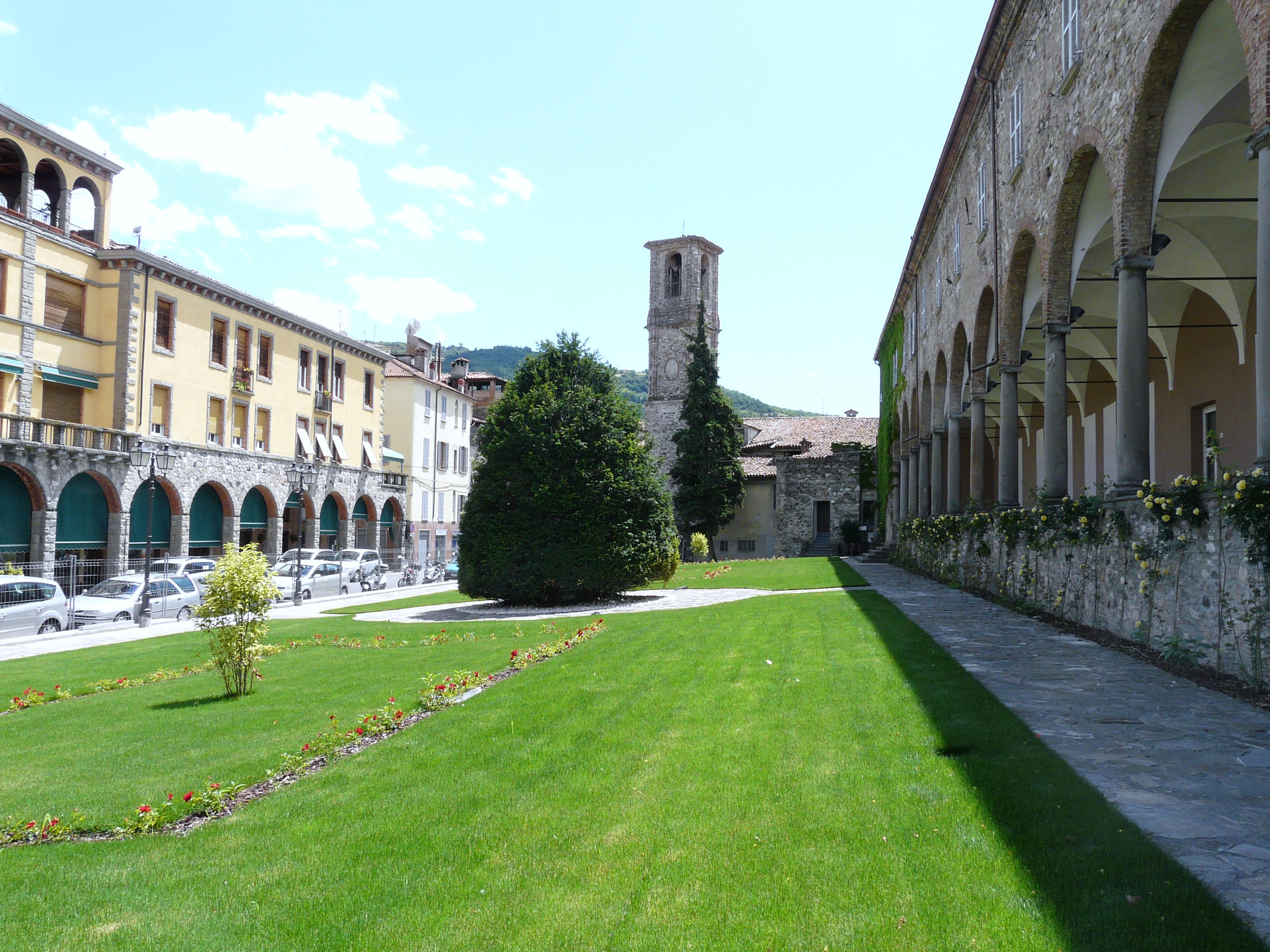
Bobbio, porticato del monastero di san Colombano

Gerlanno era un monaco originario della Borgogna, venuto in Italia al seguito della regina Alda (Hilda), seconda moglie di Ugo di Provenza, re d'Italia dal 926. Divenne uomo di fiducia del re e venne nominato cancelliere del regno nel 927 e quindi arcicancelliere. Nel 928 fu nominato abate dell'abbazia di San Colombano di Bobbio. Durante il suo mandato, dovette fronteggiare le numerose spoliazioni del patrimonio dell'abbazia ad opera di personaggi legati al re Ugo. Nel 929, al fine di ottenere protezione, chiese al re la traslazione temporanea delle spoglie di San Colombano a Pavia. Il re confermò al monastero i privilegi pontifici e regi e l'autonomia dall'autorità dei vescovi di Piacenza e Tortona.